# Tsuneyasu Miyamoto
Tsuneyasu Miyamoto (宮本恒靖; Miyamoto Tsuneyasu) (Osaka, 7 de Fevereiro de 1977) é um ex-futebolista japonês que jogava na posição de defesa central.

## Carreia
Em 15 de janeiro de 2009, ele assinou contrato com o Vissel Kobe.Em 19 de dezembro de 2011, confirmou sua aposentadoria em uma conferência de imprensa na tarde de segunda-feira em Kobe, no Japão.

## Seleção
Miyamoto participou de 71 partidas internacionais e liderou a seleção nacional do Japão nas Copas do Mundo de 2002 e 2006, bem como a Copa da Ásia de 2004. Miyamoto também capitaneou o Gamba Osaka durante a temporada do campeonato da Liga J1 de 2005.
Com Ivica Osim assumindo a seleção nacional de Zico em 2006, o Japão viu uma verdadeira limpa e Miyamoto foi um dos muitos que provavelmente jogou seu último jogo para a seleção japonesa. Em dezembro de 2006, Miyamoto assinou por 1 temporada com Red Bull Salzburg com uma opção para outra temporada. Em dezembro de 2007, ele assinou um novo acordo com o clube austríaco até 2009.

## Treinador
Em 2018, assumiu o clube principal do Gamba Osaka.

## Titulos
Individual
- Copa da Ásia Onze Melhores: 2004

Equipes
- Copa dos Campeões da Ásia: 2004
- J-League: 2005
- Campeonato Austríaco de Futebol: 2007